# Oleander pospolity

Kwitnący oleander w uprawie

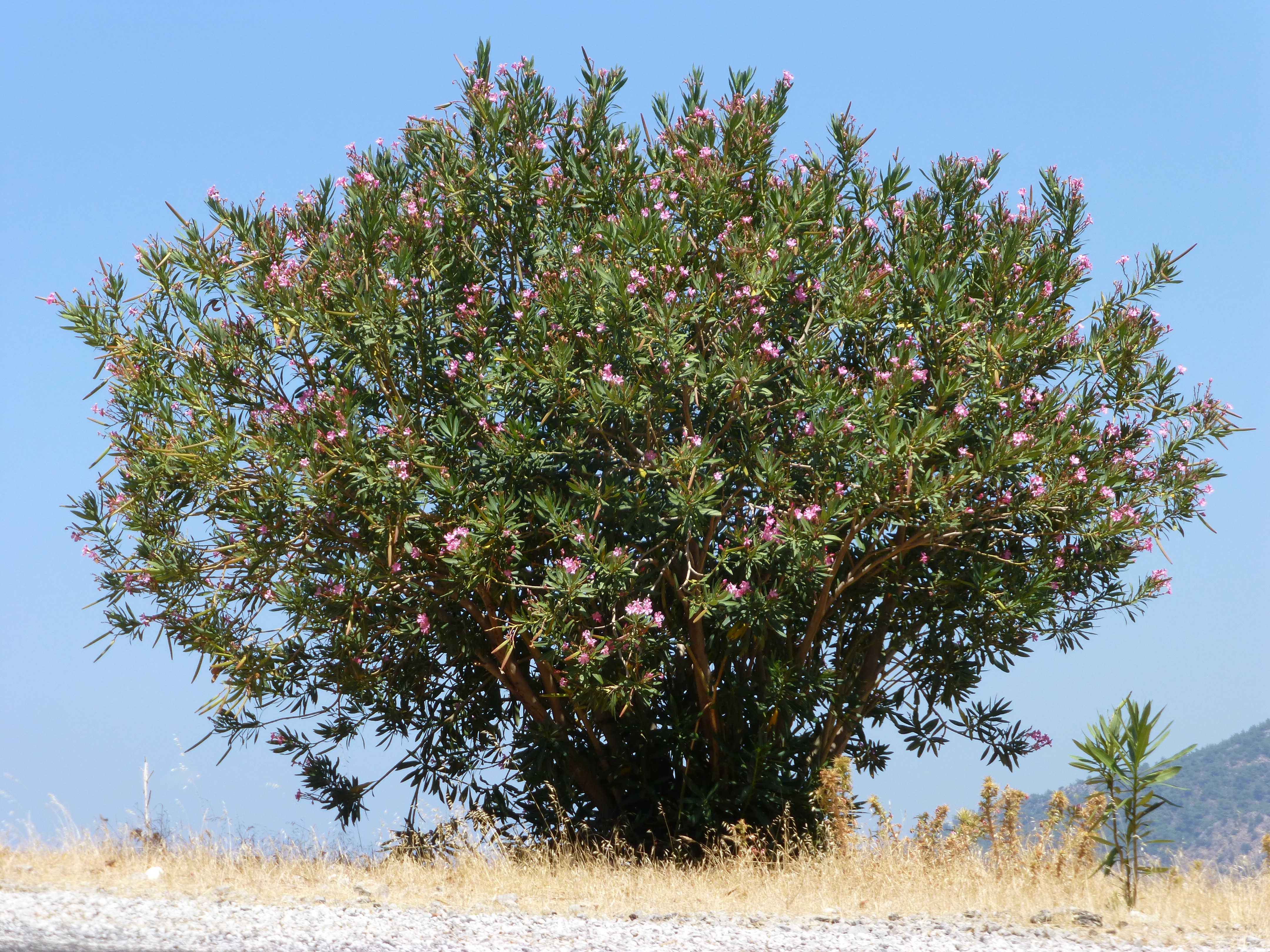
Oleander w naturalnym środowisku

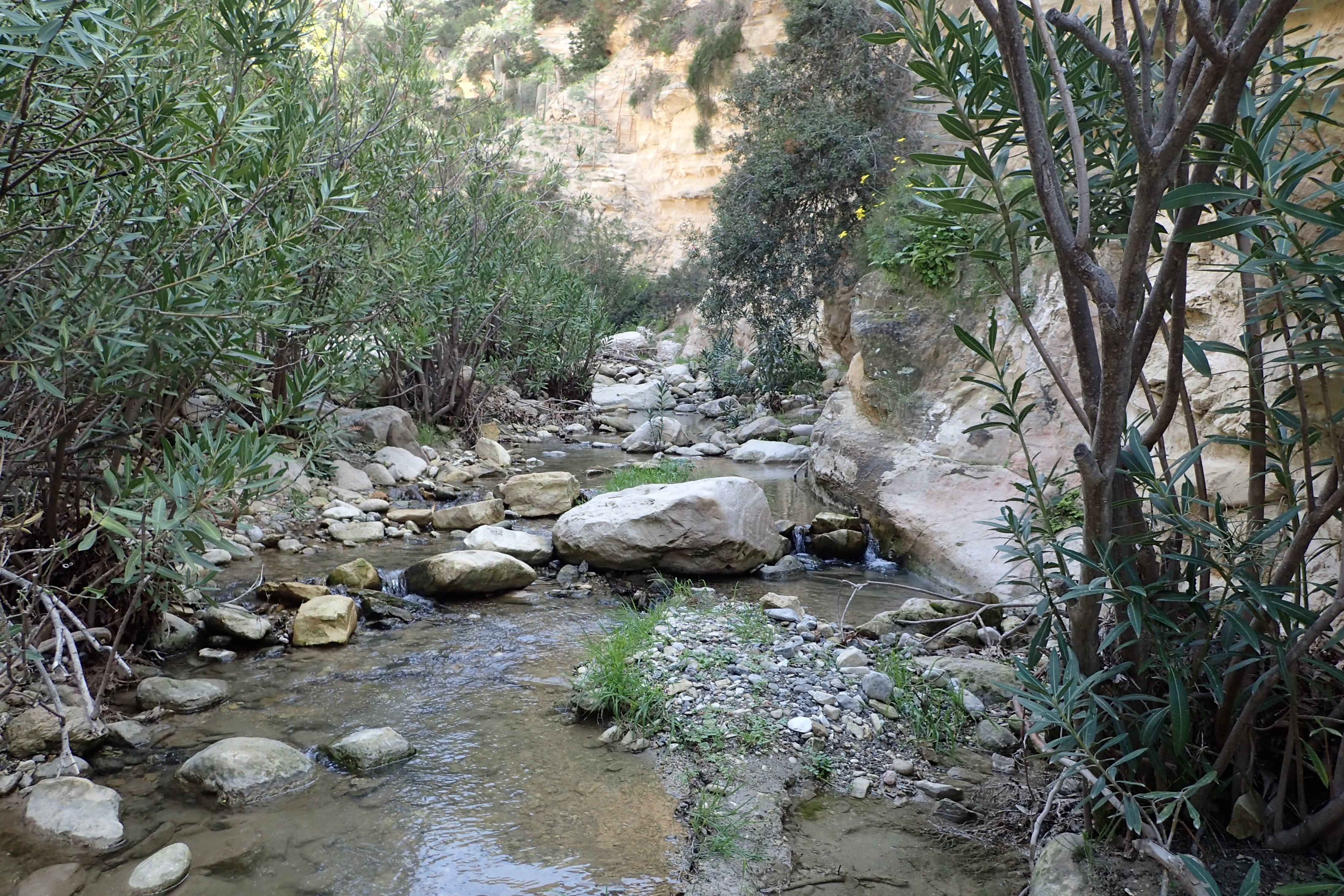
Zarośla oleandra nad strumieniem na Cyprze

Oleander pospolity (Nerium oleander L.) – gatunek rośliny z rodziny toinowatych (Apocynaceae). Jedyny przedstawiciel rodzaju oleander Nerium. Występuje na całym obszarze śródziemnomorskim od Maroka i Portugalii na wschód aż po południową Azję – prowincję Junnan w południowych Chinach i Mjanmę. Jest uprawiany jako roślina ozdobna w wielu krajach świata; w klimacie ciepłym występuje jako gatunek introdukowany na wszystkich kontynentach. W naturze rośnie zwykle w miejscach wilgotnych – wzdłuż strumieni i w wadi.

## Morfologia
PokrójMałe drzewo lub krzew o wysokości 3–5, czasem 7 m i szerokości do 6 m.
LiścieZimozielone, naprzemianległe lub po trzy, rzadziej cztery w okółku. Blaszka lancetowata, całobrzega, u nasady klinowata, osiągająca około 16 cm długości i 3 cm szerokości, skórzasta, ciemnozielona, połyskująca i naga.
KwiatyZebrane w baldachogroniaste i wiechowate kwiatostany wyrastające na szczytach pędów lub w ich rozwidleniach. Dość duże o średnicy 3 do 6 cm (u odmian uprawnych czasem jeszcze większe), bezwonne (u części odmian uprawnych pachnące) i pięciokrotne. Działki kielicha wąskotrójkątne lub wąskojajowate. Korona lejkowata, z płatkami na końcu rozpostartymi, barwy różowej lub białej (u odmian rozmaicie ubarwione). W gardzieli korony 5 łuseczek.  Słupkowie tworzą dwie okazałe zalążnie zawierające liczne zalążki. Otacza je okółek 5 pręcików z długimi (ok. 8 mm), owłosionymi łącznikami.
OwocZłożony z dwóch wydłużonych, walcowatych i osiągających od 12 do 23 cm długości mieszków, drewniejących, rozpadających się po dojrzeniu. Owoce zawierają liczne, brązowo owłosione nasiona.

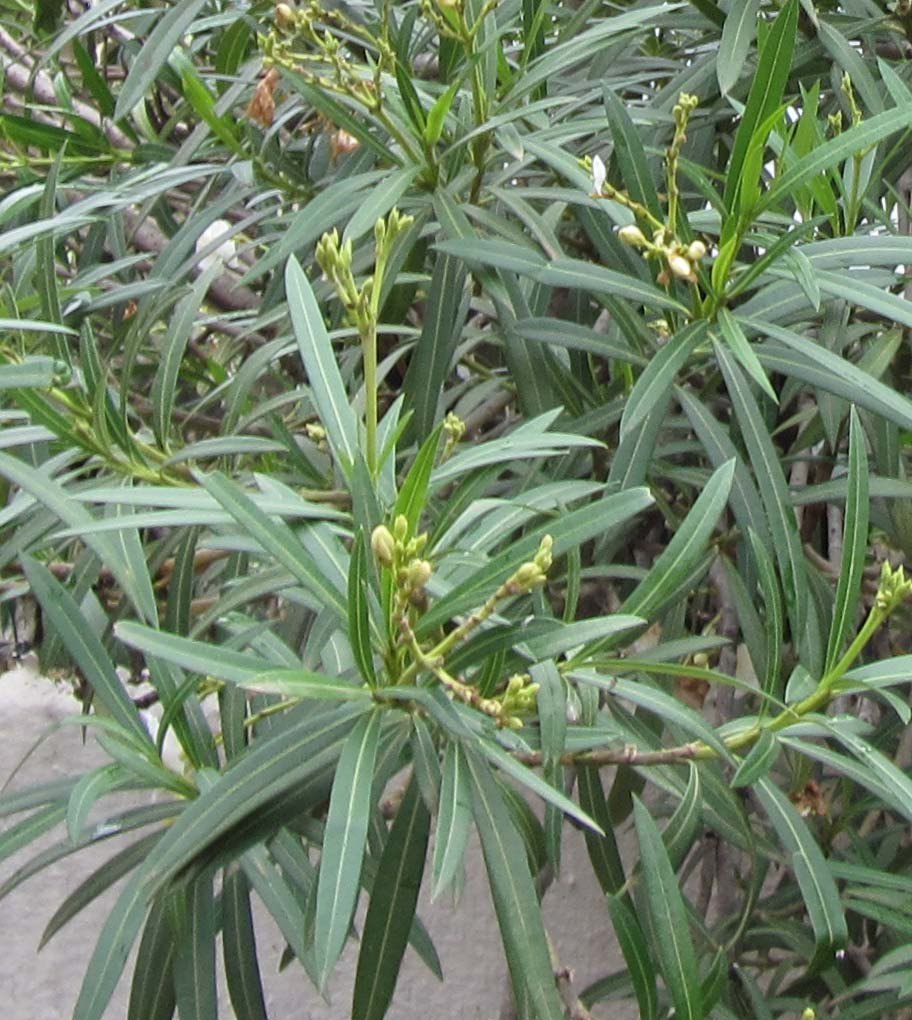
Liście
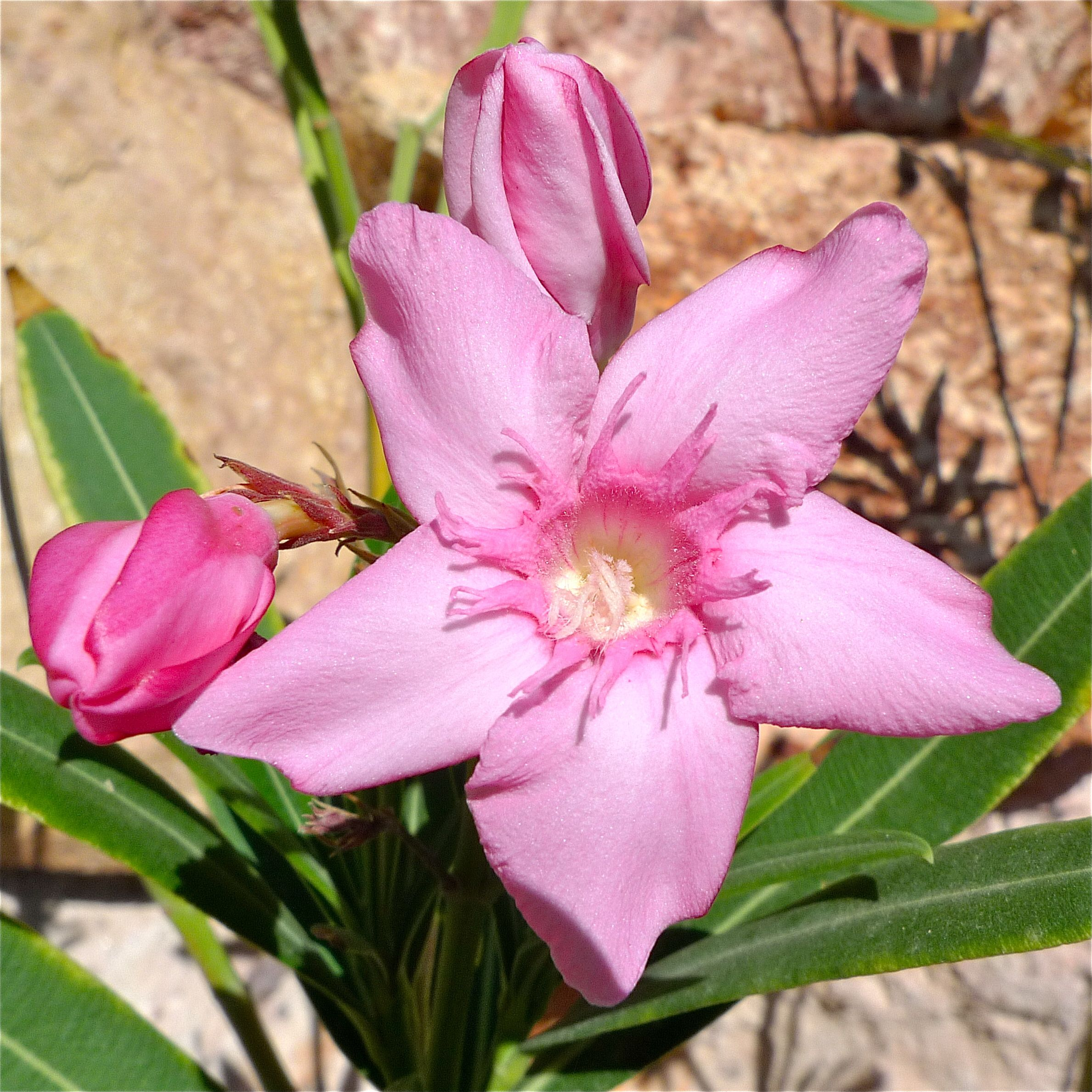
Kwiat
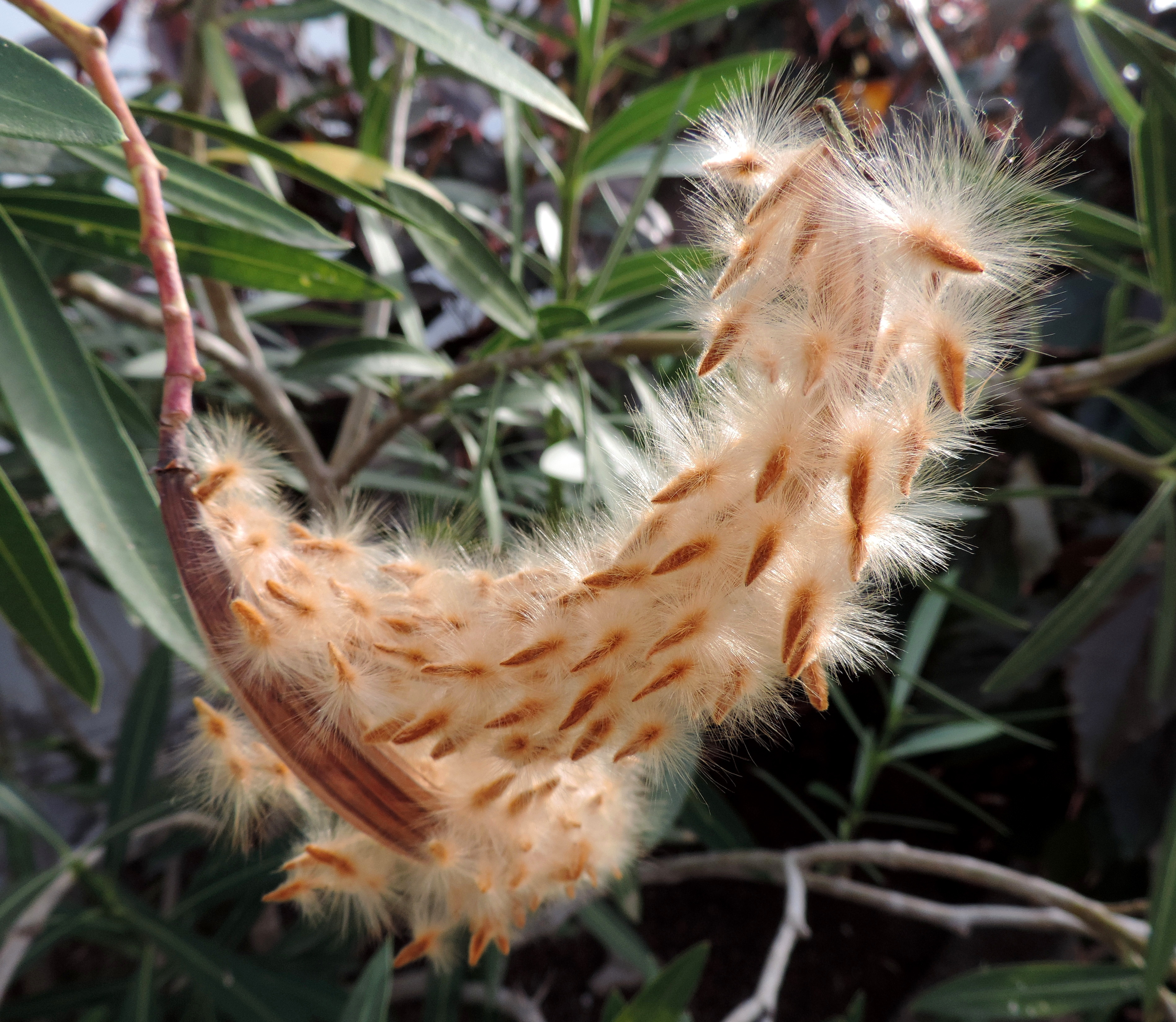
Owoc i nasiona

## Biologia i rozwój
Oleander kwitnie od czerwca do września, na obszarach w klimacie ciepłym od wiosny do jesieni. W czasie lat deszczowych kwiaty mogą pozostać jednak zwinięte w pąkach do następnego roku. Poszczególne kwiaty pozostawać mogą otwarte nawet przez 7 dni, o ile wcześniej nie zostaną zapylone. 

### Właściwości trujące
Roślina trująca: w większych dawkach zawarta w roślinie oleandryna wywołuje brak czucia w ustach, mdłości, wymioty, zaburzenia pracy serca, rozszerzenie źrenic i duszności. Zawarta jest ona w lepkim soku mlecznym występującym w całej roślinie. Śmierć może nastąpić już po 2–3 godzinach po doustnym spożyciu większej ilości, ale spożycie nawet jednego liścia spowodować może śmierć w ciągu 24 godzin. Właściwości trujące oleandra znane były już za czasów Aleksandra Wielkiego, pisał o nich również Dioskurides. W starożytnej Grecji, Rzymie i Indiach oleander był czasami używany do popełniania samobójstw. Z surowca sporządzano dawniej trutkę na szczury. Glikozydy oleandra mają własności kumulacyjne. Jeżeli w domu są małe dzieci, lepiej tej rośliny nie uprawiać. Zatrucia ostre glikozydami zdarzały się przypadkowo u dzieci, które brały do ust liście lub gałązki oleandra. Toksyczny może być nawet kontakt z sokiem mlecznym (powodować może dermatozy) i dymem palonych roślin.
Oleander jest trujący również dla większości zwierząt, przy czym jest jednak tak gorzki, że nie jedzą go nawet kozy. Odporne na działanie toksyn są gazele i góralki. 

## Systematyka
Gatunek należy do monotypowego rodzaju oleander Nerium Linnaeus, Sp. Pl. 209. 1 Mai 1753. Rośliny z południowej Azji opisano jako Nerium indicum, różniące się słabszym wzrostem, jednak współcześnie nazwę tę traktuje się jako synonim.
Rodzaj Nerium należy do plemienia Wrightieae, podrodziny Apocynoideae w obrębie rodziny toinowatych Apocynaceae.

## Zastosowanie
- Roślina ozdobna uprawiana od czasów starożytnych (przedstawiona została np. w Pompejach)[6]. W uprawie znanych jest ok. 400 odmian ozdobnych, w tym z kwiatami pachnącymi[14], półpełnymi i pełnymi oraz rozmaicie zabarwionymi kwiatami, w tym dwubarwnymi[9]. W klimacie ciepłym gatunek uprawiany jest w formie nieformalnych żywopłotów, często zwłaszcza w obszarach o małych opadach. W klimacie umiarkowanym gatunek uprawiany jest jako roślina doniczkowa w mieszkaniach oraz w oranżeriach, szklarniach, rzadziej w ogrodach (znosi niewielkie mrozy)[6]. Dawniej był bardzo popularny. Jeżeli roślina jest właściwie uprawiana rosnąć może bardzo długo[8].
- Roślina lecznicza. W starożytnym Rzymie, Grecji i w Indiach oleander był używany do leczenia zaburzeń pracy serca. W lekospisach niemieckich w pierwszej połowie XIX wieku oleander zalecany był do leczenia malarii, przy napadach dreszczy i wysokiej gorączki[15]. Preparaty z oleandra stosowano przy zaburzeniach rytmu serca i niewydolności mięśnia sercowego[15][18]. Zewnętrznie stosowano go w przypadku wysypek i świerzbu[18]. Zastosowanie lecznicze umożliwiała produkcja standaryzowanego w jednostkach zwierzęcych preparatu (Oleandri pulvis normatus) zawierającego 0,5% oleandryny. Ponieważ dostępność do preparatów standaryzowanych spadła, stosowanie oleandra uważane jest za niebezpieczne[18]. Wskazuje się na brak materiału poznawczego dotyczącego skuteczności i mechanizmów działania preparatów z tego gatunku[19]. W lecznictwie stosowane są inne środki glikozydowe, m.in. z silniej działającej naparstnicy[19].
  - Surowiec zielarski: liść oleandra (Oleandri Folium[18], Nerii folium[19]) zawiera 1–2% glikozydów nasercowych: oleandrygenina, digitoksygenina, neriagenina, adynerigenina, oleagenina i uzarygenina, poza tym glikozydy flawonoidów (neriina, rutyna), glikozydy pregnanu, triterpeny, saponiny, garbniki i olejek eteryczny[18].
  - Działanie: Glikozydy nasercowe (kardenolidy) zwiększają siłę skurczów mięśnia sercowego obniżając tętno. Działanie potwierdzone dla oleandryny polega na hamowaniu pompy sodowo-potasowej, powodując zwiększenie stężenia jonów Ca2+ w komórkach mięśnia sercowego[18].

## Uprawa
WymaganiaPotrzebuje dużo światła (w ciemnych pomieszczeniach nie zakwitnie). W lecie najlepiej trzymać go na dworze, zimą - w dobrze oświetlonym pomieszczeniu. Wymaga temperatury umiarkowanej, najlepiej czuje się w temp. do 16 °C, zimą znosi spadek temp. do 5 °C. Potrzebuje obfitego podlewania, lubi przewiew. Najlepiej rośnie na glebie gliniastej. Lubi duże pojemniki, źle znosi przesadzanie.
PielęgnacjaLatem należy podlewać codziennie, zimą co 7–10 dni, najlepiej wodą deszczową. Nie wolno podlewać wodą zimną, gdyż wówczas nie rozwiną się pąki kwiatowe. Latem do wody dodawać rozpuszczonych nawozów. Spryskiwanie rośliny stosować tylko do zmycia liści z kurzu. Nie należy liści nabłyszczać. Po kwitnieniu roślinę należy przyciąć, można także usuwać boczne pędy poniżej pąków kwiatowych – zapobiegnie to nadmiernemu rozrastaniu się rośliny. Przesadzać należy nie częściej niż co 3–4 lata.
RozmnażanieNajprościej przez sadzonki otrzymane z odciętych wierzchołków pędów. Ukorzenia się je wiosną i w lecie w ciepłej wodzie lub w ziemi. Ukorzeniają się dość łatwo i jeszcze w tym samym roku mogą zakwitnąć. Można też rozmnażać z nasion, które wysiewa się w kwietniu.

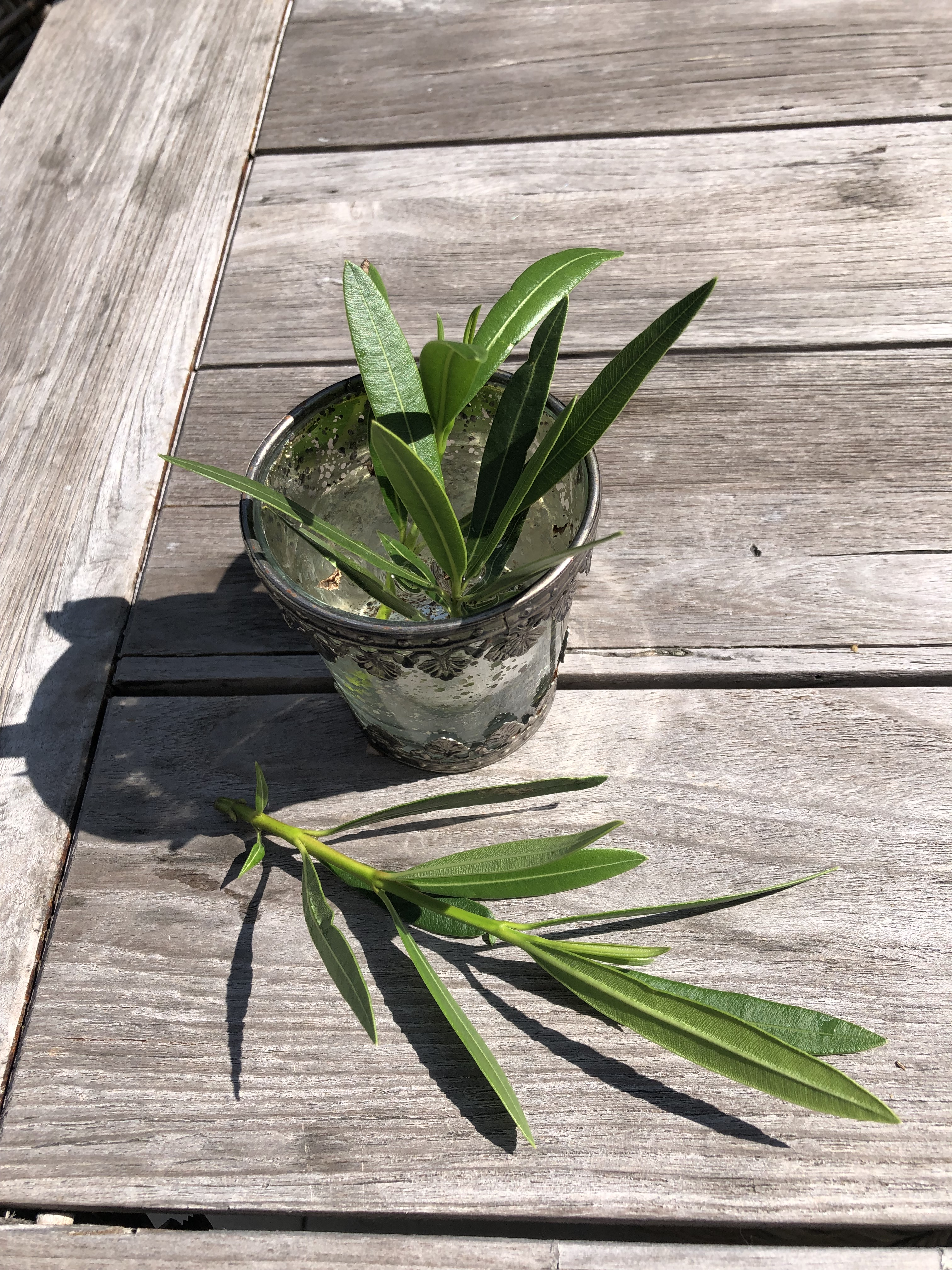
Wierzchołki pędów obcięte 25. sierpnia
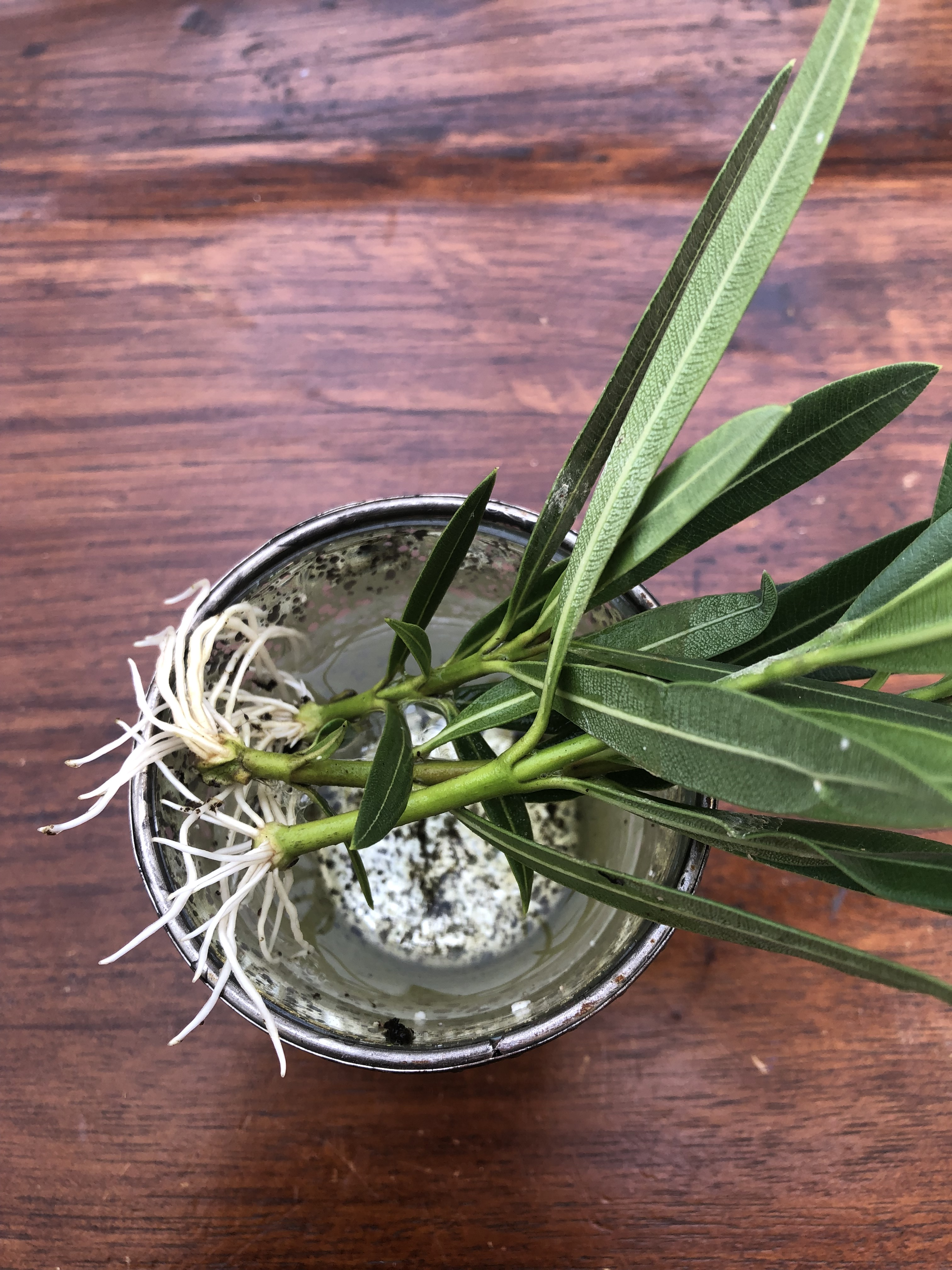
Sadzonki ukorzenione 27. września

## Znaczenie w kulturze
Zajmujący się badaniem roślin biblijnych są zgodni, że oleander pospolity jest „różą z Jerycha” wymienioną w biblijnej księdze Mądrości Syracha (24,18 oraz 39,13; hebr. ‏הרדוף הנחלים‎, arab. ‏دفلة‎). Rośnie masowo w Ziemi Świętej, a jego kwiaty przypominają różę.